# Estavillo

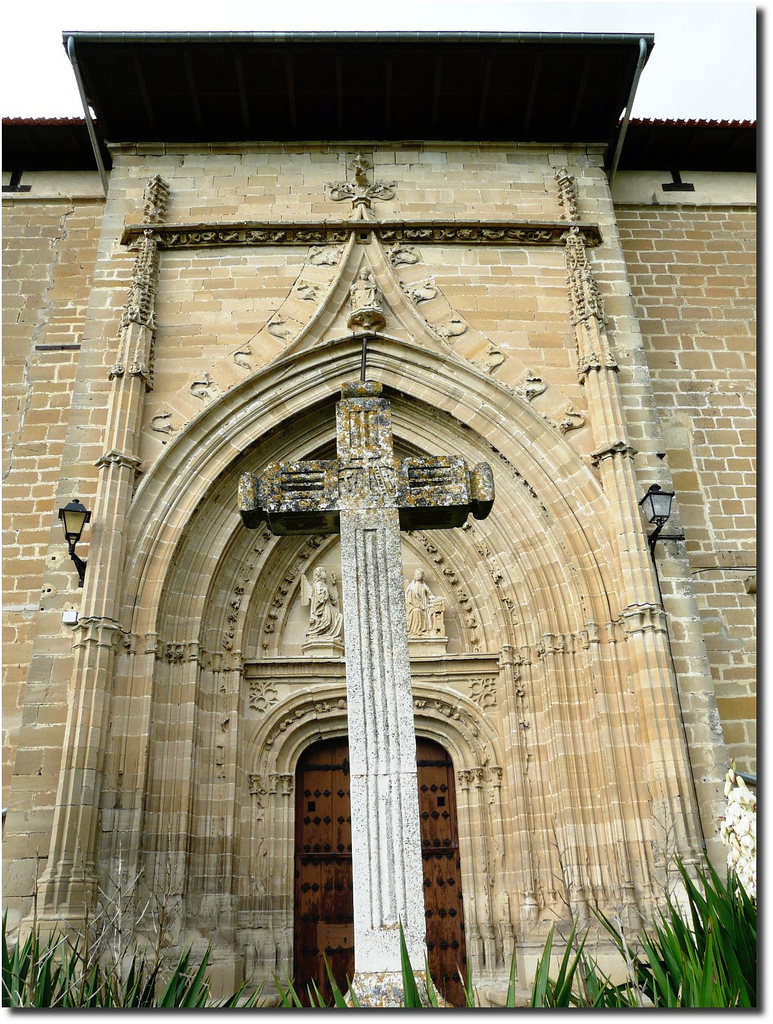
Portail de l'église Saint-Martin d'Estavillo

Estavillo en espagnol ou Estabelu en basque, est un village de la municipalité d'Armiñón dans la province d'Alava dans la Communauté autonome basque.
Le village comptait 93 habitants en 2007.
Ce village marquait la bifurcation entre deux variantes de la Voie de Bayonne(es) du Pèlerinage de Saint-Jacques-de-Compostelle vers Burgos ou vers Santo Domingo de la Calzada.

## Administration
Le code de l'organisme singulier de population est de 2 et le code municipal est 006.